# L'home que xiuxiuejava als cavalls
L'home que xiuxiuejava als cavalls (títol original en anglès: The Horse Whisperer) és una pel·lícula estatunidenca de 1998, dirigida i protagonitzada per Robert Redford, que narra la vida d'un xiuxiuejador de cavalls, Tom Booker (Buck), i la directora d'una revista (Kristin Scott Thomas), que pateixen un amor impossible.
Està basada en la novel·la homònima de Nicholas Evans, escrita el 1995. Ha estat doblada al català

## Argument
Després un accident que li va costar la vida a la seva millor amiga i traumatitzat el seu cavall, Grace MacLean, amputada d'una cama, perd a poc a poc el gust de la vida i viu en reclusió, renunciant a lluitar contra la seva invalidesa.
Annie MacLean, la mare de l'adolescent de tretze anys, decideix reaccionar i se'n va cercar un ensinistrador de cavalls per curar l'animal i de pas la noia. La seva cerca li farà travessar Montana per trobar el misteriós «home que xiuxiueja a l'orella dels cavalls».

## Repartiment
- Robert Redford: Tom Booker
- Kristin Scott Thomas: Annie MacLean
- Sam Neill: Robert MacLean
- Dianne Wiest: Diane Booker
- Scarlett Johansson: Grace MacLean
- Chris Cooper: Frank Booker
- Ty Hillman: Joe Booker
- Kate Bosworth: Judith
- Cherry Jones: Liz Hammond

## Al voltant de la pel·lícula
El paper d'Annie MacLean havia estat en principi proposat a Emma Thompson, que va refusar per sobrecàrrega de feina. El paper de Grace havia de ser interpretat per Natalie Portman, que es va retirar de la pel·lícula en benefici del seu paper a Anne Frank a Broadway.
Les primeres escenes de la pel·lícula, rodades a Nova York, tenen el format estàndard de projecció (1.85:1); quan mare i filla comencen el seu viatge a Montana, i per a reforçar la sensació d'espai, el format passa a 2.35:1, i es manté així fins al final.
Un xiuxiuejador existeix realment i és un ensinistrador de cavalls que utilitza mètodes basats en la comprensió de la naturalesa, de les necessitats i de les ganes del cavall. El terme va ser estat inventat el segle xix per Daniel Sullivan «the Irish Whisperer», irlandès que va treballar a guarir cavalls accidentats o maltractats. És important no confondre el xiuxiuejador i l'etòleg. El xiuxiuejador és una persona que posa en pràctica directament sobre els cavalls mètodes d'equitació suaus, sovint inspirats en els treballs dels etòlegs o de la seva pròpia observació personal; no és un científic.

## Premis i nominacions
D'entre els 4 premis i 17 nominacions que va rebre la pel·lícula, els principals van ser:

### Premis
- Premi YoungStar per la millor actuació femenina per Scarlett Johansson.

### Nominacions
- Oscar a la millor cançó original pel tema A Soft Place To Fall, d'Allison Moorer i Gwil Owen.
- Globus d'Or a la millor pel·lícula dramàtica
- Globus d'Or al millor director